# Hans Gerber (Rechtswissenschaftler)
Hans Gerber (* 29. September 1889 in Altenburg; † 16. Oktober 1981 in Freiburg im Breisgau) war ein deutscher Rechtswissenschaftler.

## Leben
Gerber studierte Rechtswissenschaften in Heidelberg, München, Berlin und Jena und wurde dort 1913 zum Dr. jur. promoviert. Während seines Studiums wurde er Mitglied beim Verein Deutscher Studenten Heidelberg. Er war ab 1919 Mitherausgeber der Jungdeutschen Stimmen. Von 1920 bis 1922 arbeitete er für die vom Deutschnationalen Handlungsgehilfen-Verband gegründete Fichte-Gesellschaft von 1914. 1923 habilitierte er sich in Marburg für Öffentliches Recht. Er lehrte dort zunächst als Privatdozent und seit 1927 als nichtplanmäßiger außerordentlicher Professor für Öffentliches Recht. Danach wirkte er seit 1927 als Professor für Öffentliches Recht in Tübingen, wechselte 1934 an die Universität Leipzig, wo er Staatsrecht, Staatslehre und Völkerrecht lehrte und von 1935 bis 1937 Dekan der juristischen Fakultät war. Ab 1941 war er Professor für Öffentliches Recht an der Universität Freiburg, wo er 1957 emeritiert wurde. 
Gerber war spätestens 1933 als Vertreter der NS-Rechtslehre bekannt. Er schrieb in den Zeitschriften Das neue Hamburg, Deutsches Volkstum, Jungdeutsche Stimmen und Deutsche Arbeit. Seit 1933 gehörte er (als überführtes Stahlhelm-Mitglied) der SA an. Des Weiteren gehörte er dem NSKK, dem NS-Rechtswahrerbund und der NSV an. Am 3. November 1937 beantragte er die Aufnahme in die NSDAP und wurde rückwirkend zum 1. Mai desselben Jahres aufgenommen (Mitgliedsnummer 5.343.789). Im Zweiten Weltkrieg war er als Heeresrichter tätig und betätigte sich beim Kriegseinsatz der Geisteswissenschaften.
Im Juni 1934 übernahm Gerber als erster Nicht-Theologe den Vorsitz im kirchenpolitisch einflussreichen Gustav-Adolf-Verein. Er führte dort durch die Neufassung der Satzung das Führerprinzip ein und brachte den Verein so zu einer „Selbstgleichschaltung“, konnte ihm aber auch eine gewisse Selbständigkeit erhalten. Ab 1939 arbeitete Gerber als Kriegsgerichtsrat für die Wehrmacht und ließ die Leitung des GAV von seinem Stellvertreter Gerhard Heinzelmann erledigen, der ihn 1944 schließlich ablöste. Von 1947 bis 1948 leitete er die Außenstelle Assenheim des Zentralbüros des Gustav-Adolf-Werks.

## Veröffentlichungen
- Das Verbot der reformatio in peius im Reichsstrafprozeß, jur. Diss., Jena 1913.
- Geld und Staat, Jena 1926.
- Kulturautonomie als Eigenart minderheitenrechtlicher Ordnung und ihre Verwirklichung nach der estnischen Verfassung. Stilke, Berlin 1926.
- Die Beschränkung der deutschen Souveränität nach dem Versailler Vertrage. Dümmler, Berlin 1927.
- Minderheitenprobleme. Gersbach, Berlin 1927.
- Minderheitenrecht im Deutschen Reich, Berlin 1929.
- Die Idee des Staates in der neueren evangelisch-theologischen Ethik, Berlin 1930.
- Vom Begriff und Wesen des Beamtentums. Mohr, Tübingen 1930.
- Das ewige Reich, Tübingen 1935.
- Politische Erziehung des Beamtentums im nationalsozialistischen Staat, Tübingen 1933.
- Staatsrechtliche Grundlinien des neuen Reiches, Tübingen 1933.
- Auf dem Wege zum neuen Reiche. Eine Sammlung politischer Vorträge u. Aufsätze aus deutscher Notzeit, 1919 - 1931. Kohlhammer, Stuttgart 1934.
- Hochschule und Staat. Schwartz, Göttingen 1953.
- Der Wandel der Rechtsgestalt der Albert-Ludwigs-Universität zu Freiburg im Breisgau seit dem Ende der vorderösterreichischen Zeit. Entwicklungsgeschichtlicher Abriß. Zwei Bände. Albert, Freiburg im Breisgau 1957.
- Das Recht der wissenschaftlichen Hochschulen in der jüngsten Rechtsentwicklung, 2 Bde., Tübingen 1965.